# Solange Fernex
Solange Fernex (Estrasburgo, 15 de abril de 1934- Biederthal, 11 de septiembre de 2006) fue una activista política medioambiental y pacifista francesa. Una de las pioneras del movimiento ecologista en Europa, ayudó a fundar el Partido Verde francés y fue miembro del Parlamento Europeo durante cinco años.
Abogó por una amplia gama de temas, incluida la no violencia, la paz mundial, el desarme nuclear, la energía alternativa y el feminismo. En 2019, una escuela en su ciudad natal de Estrasburgo, Francia, recibió el nombre de Fernex.

## Primeros años
Fernex nació en Estrasburgo, Francia. Cuando solo tenía seis años, su padre, soldado francés, murió en el frente en la Segunda Guerra Mundial. Más tarde confesó que eso despertó su compromiso con la no violencia.
Mientras estudiaba biología en la universidad, conoció al médico suizo Michel Fernex, especializado en enfermedades tropicales. La pareja se casó y se mudó a África, donde nacieron dos de sus cuatro hijos. Al regresar, vivieron en una antigua granja en Biederthal, cerca de la frontera con Suiza, donde instalaron un sistema de energía solar y criaron a su familia.

## Activismo verde
Al regresar a Francia, Fernex fundó una sección del grupo de ayuda al tercer mundo, Terre des hommes . Trabajó para preservar casas históricas y ayudó con el movimiento de "ocupación" para protestar con éxito contra una fábrica de plomo propuesta en el río Rin y una planta química cercana. También se unió a activistas que se oponían a las plantas de energía nuclear, incluida una planeada en Wyhl, en el suroeste de Alemania, donde acampó con un grupo de protesta cerca del lugar.
En 1977, Fernex fue elegida concejal de su ciudad y permaneció activa durante 24 años. En 1979, lideró el movimiento político Europe-Ecologie para las primeras elecciones europeas del grupo ecologista, que obtuvo el 4,39 por ciento de un total de 888.134 votos en Francia. Ese mismo año, fundó la organización por la paz liderada por mujeres, Femmes pour la Paix, que dirigió hasta 1996.
En 1983 participó en el movimiento Fast for Life, ayunando durante 38 días en París por el desarme nuclear . Al año siguiente, cofundó Green Party con Antoine Waechter . Fue la principal organizadora en Europa de la Caminata de los Pueblos – Una Peregrinación por la Vida, una caminata transcontinental por la paz desde los Estados Unidos hasta Rusia que recorrió 7,000 millas en 1984 y 1985.

## Chernóbil, Parlamento Europeo, años posteriores
Tras el accidente nuclear de Chernobyl en 1986, Fernex intensificó sus esfuerzos para ayudar a las víctimas de la radiación. Más tarde, ella y su esposo fundaron Children of Chernobyl, dirigido a víctimas jóvenes. Fernex afirmaba que las autoridades subestimaron enormemente el número de víctimas.
En 1989, Fernex ganó las elecciones al Parlamento Europeo, representando al Partido Verde en Francia hasta 1994. Como jefa del Comité de Agricultura y miembro de la Subcomisión de Pesca, presionó para que la normativa sobre agricultura ecológica indicara cómo obtener el certificado ecológico para los alimentos.
Entre 1995 y 2003, Fernex presidió la sección francesa de la Liga Internacional de Mujeres por la Paz y la Libertad . También fue vicepresidenta de la Oficina Internacional de la Paz en Ginebra durante cuatro años en la década de los 90. En 2001 recibió el premio "Nuclear-Free Future Award" de la fundación alemana por su labor contra las armas nucleares.

## Muerte y legado
En 2003 Fernex contrajo un cáncer que la obligó a reducir su actividad. Murió el 11 de septiembre de 2006 en Biederthal. Escribió un libro sobre su trabajo, A Life for a Life (La Vie pour la Vie). La productora de cine francesa Dora Films realizó un documental sobre ella en 2014 llamado The Little Spark.